# Pierre Okley
Pierre Gilardeau (Künstlername Pierre Okley; * 29. November 1929 in Nantes; † 26. Oktober 2007 in Guérande) war ein französischer Illustrator und Plakatgestalter.

## Schaffen
Die berühmtesten seiner Plakate wurden für das Moulin Rouge, das Lido, das Châtelet, Mogador und die Folies Bergère sowie für Holiday on Ice von 1965 bis 1986 produziert. In seinen Plakatprojekten stellte er manchmal seine eigene Frau dar. Er war auch der Urheber von Covern für Barclay-, Philips- und Vogue-Schallplatten, von Buchcovern für Albin Michelin Editions und hat zahlreiche Filmplakate gestaltet.

## Werke (Auswahl)
- Jantzen (Swimwear). 1955
- Empreinte (Lingerie). 1964
- Getien (Lingerie). 1960
- Le Bourget (Hosiery, Stockings). 1954
- Casino de Paris „Frénésies“. 1964
- Folies Bergère „Folies Chéries“. 1961
- Jacsi (Rhum). 1958.